# Balanced Teaching
Balanced Teaching ist ein fremdsprachendidaktisches Konzept, das eine Balance zwischen geschlossenen und offenen Methoden anstrebt.
Als Begründer von Balanced Teaching gilt Engelbert Thaler, der im Jahr 2007 auf der Grundlage der Analyse offener Unterrichtsarrangements für eine Synthese von Geschlossenheit und Offenheit im Fremdsprachenunterricht plädierte.

## Balanced Teaching im engeren Sinn
Balanced Teaching im engeren Sinn strebt ein Gleichgewicht von geschlossenen und offenen Unterrichtsarrangements im Englischunterricht an. Geschlossener Unterricht wird auch als lehrerzentrierter, direkter oder instruktivistischer Unterricht bezeichnet (direct instruction, teacher-fronted classroom). Offener Unterricht umfasst aufgabenorientierte Lernarrangements (z. B. Freiarbeit, Projektarbeit, Stationenlernen), spielorientierte Verfahren (z. B. Lernspiel, szenisches Spiel, Simulation), medienorientierte Ansätze, fertigkeitsorientierte Techniken (z. B. Diskussionen, Improvisationen, kreatives Schreiben), phasenorientierte Verfahren (z. B. offene Einstiege, breaks, überraschungstolerantes Unterrichten) und sozialformorientierte Methoden (z. B. kooperatives Lernen).

## Balanced Teaching im weiteren Sinn
Im weiteren Sinn sucht Balanced Teaching ein Gleichgewicht im Fremdsprachenunterricht auch in folgenden Bereichen:
- Standards: Balance zwischen Kompetenzen und Inhalten
- Kompetenzen: Balance zwischen verschiedenen Fähigkeiten und Fertigkeiten
- Themen: Balance zwischen Fremdsteuerung (durch Curricula, Lehrer) und Selbststeuerung durch den Schüler
- Fokus: Balance zwischen Flüssigkeit und Genauigkeit
- Schwierigkeitsgrad: Balance zwischen einfachen, mittleren und schwierigen Aufgaben
- Lehrerrolle: Balance zwischen “guide on the side” und “sage on the stage”
- Schülerrolle: Balance zwischen Wissen, Können und Handeln
- Gender: Balance zwischen weiblichen und männlichen Bedürfnissen
- Unterrichtszeit: Balance zwischen 45-Minuten-Stunden und Blockunterricht
- Raum: Balance zwischen schulischen und außerschulischen Lernorten
- Medien: Balance zwischen Lehrwerk und alternativen Materialien, zwischen traditionellen und modernen Medien
- Leistungsmessung: Balance zwischen fachlichen und methodischen Kompetenzen, zwischen punktuellen und integrativen Tests, zwischen Lehrer- und Selbstbeurteilung
- Klassenzimmerdiskurs: Balance innerhalb von IRF (Impuls – Reaktion – Feedback)

## Rechtfertigung
Die Forderung nach Balance geht bis auf Aristoteles zurück. Der akademische Diskurs zeigt jedoch eine tendenzielle Verabsolutierung bestimmter didaktischer Prinzipien. So hat die Kritik an traditionellen Lehrformen zu einer oft unreflektierten Öffnung des Unterrichts geführt. Spätestens seit der Meta-Analyse von John Hattie (2009) wurde das Offenheits-Paradigma entmythologisiert. „The model of visible teaching and learning combines, rather than contrasts, teacher-centered teaching and student-centered learning and knowing. Too often … direct teaching is portrayed as bad while constructivist teaching is considered to be good“ (Das Modell von 'Visible Teaching' kombiniert (nicht: kontrastiert) lehrerzentrierten Unterricht und schülerzentriertes Lernen. Allzu oft wird direkte Instruktion als schlecht dargestellt, wogegen konstruktivistischer Unterricht als gut betrachtet wird.).
Eine Synthese zwischen Instruktion und Konstruktion strebt in der Allgemeinen Pädagogik Hilbert Meyer (1999) mit seinem Drei-Säulen-Modell an. Im Bereich der Erwerbspsychologie relativieren Reinmann-Rothmeier/Mandl das konstruktivistische Erkenntnisparadigma zugunsten einer konstruktivistischen Instruktion oder eines wissensbasierten Konstruktivismus: „Balance zwischen expliziter Instruktion durch den Lehrenden und konstruktiver Aktivität durch den Lernenden.“ In der komparatistischen Bildungsforschung plädieren Schaefer/Yoshioka (2000) für ein „Balanced Thinking“. Olaf Köller und Hilbert Meyer gelangen bei ihrem jüngsten Disput über den „guten Lehrer“ (2013) zu dem Fazit: „Die 100 Jahre alten gegenseitigen Verdammungen zwischen den Verteidigern des herkömmlichen lehrerzentrierten und den Propagandisten des schülerzentrierten Unterrichts sind Bestandteil einer Scheinkontroverse.“ In der Fremdsprachendidaktik versucht Engelbert Thaler, eine Synthese zwischen Geschlossenheit und Offenheit herzustellen (Thaler 2007, 2010, 2011, 2013).

## Transfer
Das zunächst für den Englischunterricht entwickelte Konzept lässt sich auch in den anderen modernen Fremdsprachen anwenden. Bei entsprechender Adaptierung gilt es auch für andere Unterrichtsfächer und schulischen Unterricht generell.